# Leopoldo Estásio Vanderlinde
Leopoldo Estásio Vanderlinde (São Martinho, 1931 - Praia Grande, 20 de maio de 2006) foi um político brasileiro, um dos emancipadores e prefeito da cidade de Praia Grande no mandato de 1973 a 1976.
Morando em Praia Grande desde 1954, Leopoldo Vanderlinde foi o primeiro vice-prefeito do município, entre 1969 e 1972, elegendo-se prefeito na eleição seguinte, ainda na época da ditadura. No seu mandato foi inaugurada a Avenida dos Sindicatos, que serve de divisa até hoje entre a Mirim e o Ocian, a maior concentração de colônias de férias do mundo. Foi o responsável pelo 1º Plano Diretor do Município e também realizou a abertura de canais, drenagens de terrenos, construiu caixas d’água para o abastecimento municipal.
Faleceu aos 75 anos, de falência de múltiplos órgãos, às 5h35 de 20 de maio de 2006. Foi velado na Câmara, e enterrado no Cemitério Morada da Grande Planície. O então prefeito Alberto Mourão decretou luto oficial por três dias.
Em sua homenagem, o complexo esportivo do Tude Bastos foi renomeado  Complexo Esportivo Leopoldo Estásio Vanderlinde. Uma escola e uma rua, com a qual fora homenageado in vita, também têm o seu nome.